# Wilhelm Kotarbiński
Wilhelm Kotarbiński (ur. 30 listopada 1848 w Nieborowie, zm. 4 września 1921 w Kijowie) – polski malarz, którego twórczość zaliczana jest do akademizmu, romantyzmu, symbolizmu i secesji. Brat stryjeczny Miłosza – znanego malarza, rysownika i krytyka sztuki, w wielu źródłach z nim mylony – oraz Józefa Kotarbińskiego – pisarza, krytyka literackiego i teatralnego, aktora teatralnego i filmowego.
Ponieważ Wilhelm Kotarbiński przez ponad 30 lat tworzył na ziemiach należących wówczas do Imperium Rosyjskiego, został tam uznany za Rosjanina – stąd w wielu rosyjskojęzycznych źródłach figuruje jako Wilgielm Aleksandrowicz Kotarbinskij (ros. Вильгельм Александрович Котарбинский) lub Wasilij Aleksandrowicz Kotarbinskij (ros. Василий Александрович Котарбинский), w źródłach ukraińskojęzycznych także jako Wasyl Ołeksandrowycz Kotarbinskyj (ukr. Василь Олександрович Котарбінский). W nowszych publikacjach (od lat 90. XX w.) jest już określany jako malarz polski i ukraiński.

## Życiorys

### Dzieciństwo i okres młodzieńczy – warszawski (1848–1871)
Wilhelm Kotarbiński był drugim synem polskiego szlachcica Aleksandra Kotarbińskiego, który w dobrach nieborowskich rodu Radziwiłłów w ówczesnej guberni warszawskiej piastował stanowisko rachmistrza. Jego matką była Leokadia z d. Wejsflok (Weysflok). Z powodu niedomagań zdrowotnych obojga rodziców, a także samego Wilhelma, został on ochrzczony dopiero w trzecim miesiącu życia – 7 lutego 1849, a jego akt urodzenia wpisano do księgi parafialnej w obecności dwóch świadków – niepiśmiennych włościan nieborowskich Wincentego Krzyżanowskiego i Walentego Suskiego. Rodzicami chrzestnymi byli Karolina i Leopold Johnowie. Jego starszy brat – Aleksander Wilhelm – skończył wówczas dwa lata (ur. 23 stycznia 1847, zm. w kwietniu 1896). Młodszy brat – Wincenty – urodził się i zmarł w 1858.
Wilhelm Kotarbiński ukończył gimnazjum klasyczne w Warszawie. W latach 1867–1871 kształcił się w Klasie Rysunkowej w Warszawie pod kierunkiem Rafała Hadziewicza, otwartej w 1865 w miejsce Szkoły Sztuk Pięknych, którą władze rosyjskie zlikwidowały w 1864.

### Młodość – okres rzymski (1871–1887)
Dalszemu kształceniu i karierze malarskiej Wilhelma Kotarbińskiego zdecydowanie sprzeciwił się jego ojciec. Wilhelm pożyczył więc od swego wuja pieniądze i w 1871 wyjechał do Włoch jako stypendysta Towarzystwa Zachęty Sztuk Pięknych (w latach 1872–1873 otrzymywał rocznie 200 rubli), gdzie do 1875 kontynuował studia na Akademii Świętego Łukasza w Rzymie pod kierunkiem Francesca Podestiego. W nauce języka włoskiego pomogła mu znajomość łaciny, której uczył się w szkole średniej. W czasie studiów żył w skrajnej biedzie – w jego tymczasowym lokum były tylko stół, połamane krzesło i pogryziony przez myszy manekin. Sypiał na jedynym prześcieradle, które przywiązywał do nóg odwracanego na noc stołu. Bywało, że nie jadł przez kilka dni, a z głodu zdarzyło mu się ukraść w sklepie bułkę i pić wodę z fontanny (później, gdy jego sytuacja materialna poprawiła się, zwrócił pieniądze sprzedawcy). Tak złe warunki życia spowodowały, że zachorował wówczas na dur powrotny. Od śmierci uratowali go lekarz o nazwisku Wendt – Niemiec o rosyjskich lub nadbałtyckich korzeniach – oraz dwaj rosyjscy malarze – bracia Aleksandr (ur. 1848) i Pawieł (ur. 1849) Swiedomscy, także mieszkający w Rzymie. Wkrótce początkujący artysta podjął pracę w ich pracowni na Polu Marsowym (dzielnica Campo Marzio) przy Via Margutta 5.
Po ukończeniu studiów Wilhelm Kotarbiński rozpoczął karierę malarską, tworząc obrazy o tematyce związanej ze światem antycznym. Powstawały one w jego własnej pracowni przy Via di San Basilio (urządzonej dzięki pomocy braci Swiedomskich), w której także udzielał odpłatnie lekcji młodym adeptom malarstwa, m.in. poznanej w Neapolu Marii Baszkircewej. Ponadto Towarzystwo Zachęty Sztuk Pięknych przyznało mu zasiłek w wysokości 500 rubli. Pierwsze prace wystawiał wówczas w Rzymie i we Lwowie.
W 1880 poznał sławnego wówczas rosyjskiego krytyka sztuki Władimira Stasowa. Na jego prośbę sporządził kopię jednego z XIV-wiecznych rękopisów ze zbiorów Muzeów Watykańskich, co kosztowało go rok pracy.
W stolicy Włoch mieszkał do 1887 lub 1888. Zaprzyjaźnił się tam z Henrykiem Siemiradzkim. Z upływem czasu rosło uznanie dla twórczości Wilhelma Kotarbińskiego, co przysporzyło mu protektorów. Jednym z pierwszych był Josip Juraj Strossmayer, biskup Đakova, który w 1875 zakupił dwa jego obrazy: Męczeństwo świętego Kaliksta i Ucieczkę do Egiptu. Wśród innych znanych nabywców dzieł artysty wymienia się Władysława Kościelskiego, kolekcjonera i mecenasa sztuki.
O opuszczeniu Włoch przez Wilhelma Kotarbińskiego zadecydował zamiar realizacji zamówienia, wspólnie z malarzami rosyjskimi, na wykonanie fresków we wnętrzach soboru św. Włodzimierza w Kijowie. Do udziału w tym przedsięwzięciu zaprosili go bracia Aleksander i Paweł Swiedomscy, z którymi zaprzyjaźnił się w czasie choroby i od których nauczył się języka rosyjskiego. Owa przyjaźń zaowocowała też, nieznaną wtedy w światowej sztuce, współpracą artystyczną – postacie niewolników na obrazie Pawła Swiedomskiego Ulica w Pompejach (znajdującego się obecnie w zbiorach Galerii Tretiakowskiej w Moskwie) namalował Wilhelm Kotarbiński.

### Wiek dojrzały – okres kijowski (1888–1921)
W 1888 artysta ożenił się i zakupił majątek Kalsk w dawnym powiecie słuckim Imperium Rosyjskiego (dziś na Białorusi). Tworzył tam obrazy i freski dla okolicznych kościołów i cerkwi, m.in. dla kościoła w Starczycach w dekanacie słuckim. Do obrazów sam także rzeźbił ramy.
Z Kalska wielokrotnie wyjeżdżał do Kijowa. Początkowo wynajmował tam pokoje w hotelu „Kane” (ros. „Кане”) przy ul. Funduklejewskiej 3, zaś w późniejszych latach w hotelu „Praga” przy ul. Bolszoj Wołodymirskoj, gdzie miał również pracownię. Przez pewien czas mieszkał też przy Andriejewskim Zjeździe – najstarszej ulicy Kijowa, łączącej Miasto Górne z Padołem (Dolnym Miastem), przy której mieszkali także m.in. Michaił Bułhakow, Nikołaj Bierdiajew i Michaił Wrubel (z pochodzenia Polak).
Pierwszą dużą zespołową pracą Wilhelma Kotarbińskiego w Kijowie było wykonanie malowideł – wspólnie z Iwanem Selezniowem, Pawłem Swiedomskim i Wiktorem Wasniecowem – w cerkwi pw. św. Aleksandra Newskiego, której budowę w d. Rubeżiws’koji kołoniji (ob. osiedle w rejonie swiatoszyńskim Kijowa) przy ul. Żytomyrs’ke szose (ukr. вулиця Житомирське шосе) ukończono w 1883. Na polecenie władz miejskich cerkiew w 1934 została zamknięta, później uległa zniszczeniu.
W latach 1887–1895 pracował przy tworzeniu fresków w soborze św. Włodzimierza w Kijowie, wspólnie z uznanymi malarzami rosyjskimi: Michaiłem Niestierowem, Mykołą Pymonenką, braćmi Aleksandrem i Pawłem Swiedomskimi, Michaiłem Wrublem, Wiktorem Wasniecowem i Wiktorem Zamirajłą. Całością prac kierował rosyjski historyk sztuki, krytyk malarstwa i archeolog Adrian Wiktorowicz Prachow. Wilhelmowi Kotarbińskiemu przypisuje się autorstwo fresków nawiązujących tematycznie do Księgi Rodzaju: Stworzenie słońca, księżyca i gwiazd, Stworzenie ryb i ptaków, Stworzenie zwierząt czworonożnych i człowieka, Bóg odpoczywający po stworzeniu człowieka oraz Przemienienie Pańskie.
Prawdopodobnie wspólnie z Pawłem Swiedomskim namalował natomiast w nawach bocznych: Wjazd do Jerozolimy, Wieczerzę Pańską, Chrystusa przed Piłatem i Ukrzyżowanie. Maryna Drobotiuk przypisuje wspólnemu autorstwu W. Kotarbińskiego i P. Swiedomskiego łącznie 18 obrazów i wizerunki 84 postaci. Ścisłe ustalenie autorstwa poszczególnych malowideł jest o tyle trudne, iż ich zdecydowana większość nie jest sygnowana, a Wilhelma Kotarbińskiego – jako katolika – nie dopuszczono do całkowicie samodzielnej pracy (malował pod bezpośrednim nadzorem P. Swiedomskiego).
Wzorując się na szkicach sporządzonych dla soboru św. Włodzimierza, W. Kotarbiński i P. Swiedomski wykonali także (z pomocą innych artystów z Kijowa) malowidła w wybudowanej w 1883 cerkwi pw. św. Mikołaja Cudotwórcy w Radomyślu.
Wilhelm Kotarbiński wykonał też wiele malowideł ściennych i plafonów w salonach rezydencji zamożnych rodów Kijowa, Moskwy i Petersburga, m.in. plafon z czterema scenami nawiązującymi do legend ukraińskich w westybulu kijowskiej rezydencji przedsiębiorcy i filantropa Mykoły Artemijowycza Tereszczenki (dziś gmach zajmuje Narodowe Muzeum Tarasa Szewczenki) oraz dużą dekorację ścienną w kijowskim pałacu przemysłowca Bohdana Iwanowycza Chanenki (dziś gmach Narodowego Muzeum Sztuki im. Bohdana i Warwary Chanenków).
W 1890 Wilhelm Kotarbiński przystąpił do Towarzystwa Malarzy Południoworosyjskich, założonego przez Wiktora Wasniecowa, Adriana Prachowa i Iwana Raszewskiego, którego celem było organizowanie w Kijowie corocznych wystaw malarstwa.
W 1893 był współzałożycielem, razem z Władysławem Galimskim, Janem Stanisławskim, Eugeniuszem Wrzeszczem i Janem Ursynem-Zamarajewem, Towarzystwa Malarzy Kijowskich. Statut Towarzystwa przewidywał nie tylko organizowanie wystaw mistrzów malarstwa (także z zagranicy), ale i maskarad oraz rozgrywek w szachy i bilard.
W 1897 artysta wstąpił do Kijowskiego Towarzystwa Starożytności i Sztuk (ukr. Київське товариство старожитностей і мистецтв), w które przekształciło się Towarzystwo Zachęty Sztuk (ukr. Товариство заохочень мистецтв).
Szczyt kariery artystycznej Wilhelma Kotarbińskiego przypadł na lata 90. XIX w. – jego twórczość doceniło wówczas wielu krytyków. Stał się też jednym z ulubionych malarzy cara Mikołaja II. O pracy W. Kotarbińskiego pisał Władimir Ludwigowicz Kign, rosyjski pisarz, krytyk literatury i podróżnik o niemiecko-polskich korzeniach:

Polak Kotarbiński to wielki marzyciel. Lubi marzyć o ważnym i nieważnym, poważnie i żartując. Po obiedzie. W czasie krótkiego odpoczynku od ciągłej pracy. […] Rosyjski umysł jest ścisły, polski – rozproszony. Rosyjska wyobraźnia potrzebuje realnego podłoża, polska – buja w obłokach. Rosyjski artysta może być idealistą, ale fantastycznym artystą-malarzem, jakich wśród Polaków niemało, nie stanie się nigdy. Kiedy Swiedomski maluje, to pracuje. Kotarbiński – marzy, marzy zawsze, niezmordowanie, w czasie, gdy pracuje i wtedy, gdy odpoczywa.

Podczas I wojny światowej artysta namalował plakat pt. Kijów – Polsce, pragnąc w ten sposób zachęcić do darowizn na rzecz ludności polskiej.
W 1915 Cesarska Akademia Sztuk Pięknych w Petersburgu nadała Wilhelmowi Kotarbińskiemu tytuł akademika „za zasługi w dziedzinie malarstwa” (większość źródeł podaje błędnie, iż miało to miejsce w 1905).
Wilhelm Kotarbiński był też autorem ilustracji do Pisma Świętego.
Do końca życia mieszkał w Kijowie. Przetrwał tam trudne lata rewolucji rosyjskiej 1905 roku, I wojny światowej i rewolucji październikowej, w której wyniku powstała w 1919 Ukraińska Socjalistyczna Republika Radziecka (do 1934 ze stolicą w Charkowie). Prawdopodobnie po zakończeniu działań wojennych w 1918 Wilhelm Kotarbiński zamierzał wrócić do Warszawy i niepodległej już ojczyzny – rozpoczął od spakowania i wysyłki większości swych płócien, jednak nigdy one do Polski nie dotarły; nie doszło także do powrotu samego artysty.
Zmarł w zapomnieniu i biedzie, w pełnej świadomości, w domu Adriana i Emilii Prachowów przy ówczesnej ul. Tr’ochswiatytels’kiej. W ostatnich tygodniach życia opiekowali się nim jego przyjaciel – polski lekarz o nazwisku Jakubski – i córka Adriana i Emilii Prachowów – Helena. Przyczynami śmierci były związana z wiekiem miażdżyca oraz dur rzekomy. Po śmierci został pochowany w nowej części cmentarza Bajkowa, w pierwszej polskiej kwaterze.

## Twórczość

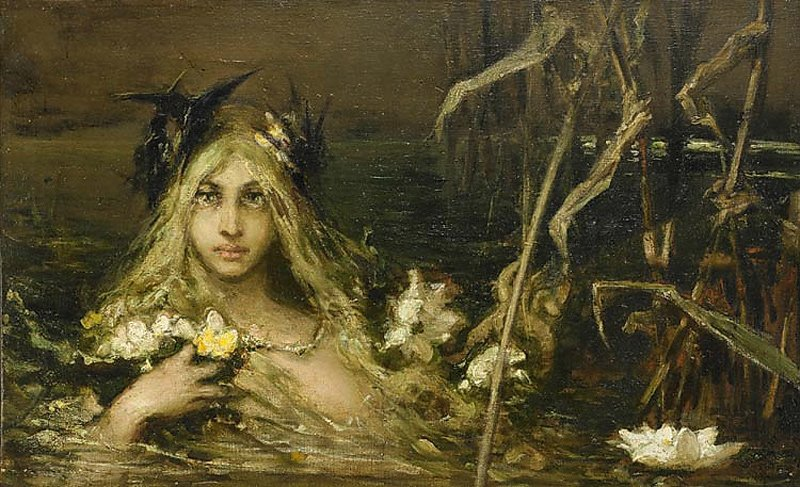
Nimfa wodna, jeden z najdrożej wycenionych obrazów Kotarbińskiego

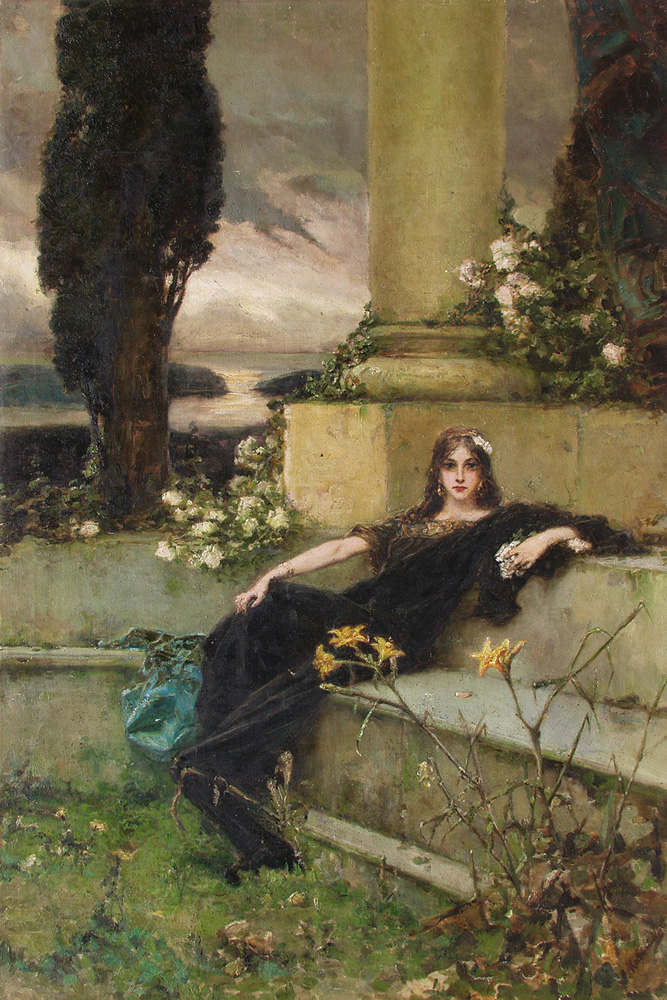
W ciszy wieczornej. Zadumana, jeden z najdrożej wycenionych obrazów na polskich aukcjach

Tematyka obrazów Wilhelma Kotarbińskiego obejmowała przede wszystkim sceny biblijne i antyczne (z kręgu starożytnych kultur Egiptu, Grecji, Rzymu i Bliskiego Wschodu) oraz – w dojrzałym okresie jego twórczości – także sceny fantastyczne, symboliczne i alegoryczne. Zachowały się także jego nieliczne pejzaże.
Przez dziewiętnastowiecznych polskich krytyków malarstwa jego twórczość była często porównywana z obrazami Henryka Siemiradzkiego, z którym zresztą Wilhelm Kotarbiński przyjaźnił się od czasu pobytu w Rzymie. Po śmierci artysty jego dzieła popadły na blisko sto lat w zapomnienie, a wiele z nich uległo zniszczeniu bądź zaginęło w pełnych zamętu latach obu wojen światowych, rewolucji 1905 roku i rewolucji październikowej w Rosji. Zdecydowana większość ocalałych dzieł znajduje się obecnie poza granicami Polski, m.in. w Muzeum Sztuki im. Nykanora Onackiego w Sumach, które w 1920 – w wyniku dokonanej rok wcześniej nacjonalizacji – przejęło kolekcję dzieł sztuki mieszkającego w Kijowie Oskara Hansena – Polaka, dyrektora zarządu spółki Biełgorodzko-Sumskiej Kolei Żelaznej w carskiej Rosji, filantropa, miłośnika i znawcy starożytności. Zainteresowanie nimi powróciło dopiero na przełomie XX i XXI w., czego wyrazem były coraz liczniejsze publikacje na ich temat oraz wysokie ceny osiągane przez obrazy Wilhelma Kotarbińskiego na aukcjach dzieł sztuki.
Przykładowe ceny obrazów uzyskane na aukcjach zagranicznych:
- Nimfa wodna – 1 800 000 koron szwedzkich, tj. ok. 753 000 zł (15 marca 2007, Szwecja)[31]
- Dziewczyna i anioł – 60 000 franków szwajcarskich, tj. ok. 138 000 zł (21 września 2007, Szwajcaria)[32]
- Dziewczyna w malwach – 130 000 franków szwajcarskich, tj. ok. 299 000 zł (21 września 2007, Szwajcaria)[33]
- Dziewczyny w sukniach złotej i różowej – 130 000 franków szwajcarskich, tj. ok. 299 000 zł (21 września 2007, Szwajcaria)[34]
- Dwie piękności – 72 500 funtów szterlingów, tj. ok. 374 000 zł (27 listopada 2007, Sotheby’s, Anglia)[35]
- Wieczór na tarasie – 500 000 koron szwedzkich, tj. ok. 188 000 zł (13 marca 2008, Szwecja)[36]
- Na tarasie – 115 650 funtów szterlingów, tj. ok. 493 000 zł (12 czerwca 2008, Anglia, nabywca rosyjski)[37]

Przykładowe ceny obrazów uzyskane na aukcjach polskich:
- W Arkadii – 6800 zł (4 listopada 1990, Dom Aukcyjny „Agra-Art”)[38]
- W klasztornej ciszy – 11 500 zł (8 grudnia 1996, Dom Aukcyjny „Agra-Art”)[38]
- W zachodzącym słońcu – 9000 zł (19 marca 2000, Dom Aukcyjny „Agra-Art”)[38]
- Błogość – 12 000 zł (29 listopada 2000, Panorama Art Gallery)[39]
- Ibisy – 100 000 zł (7 listopada 2002, Dom Aukcyjny „Desa Unicum”)[40]
- Gwiazda wieczorna – 230 000 zł (18 marca 2007, Dom Aukcyjny „Agra-Art”)[38]
- W ciszy wieczornej. Zadumana – 280 000 zł (18 marca 2012, Dom Aukcyjny „Agra-Art”)[38]
- Uliczka w Rzymie – 40 000 zł (14 października 2012, Dom Aukcyjny „Agra-Art”)[38]

Obrazy Wilhelma Kotarbińskiego wielokrotnie prezentowano na wystawach dzieł malarstwa – zarówno za życia artysty, jak i współcześnie, m.in. w 1894 we Lwowie (m.in. Rzymska orgia, Śmierć Messaliny, Rzymskie bachanalia i akwarela Rozrywki w starożytnej Grecji, za którą otrzymał złoty medal), w 1895 i 1901 na wystawach Towarzystwa Zachęty Sztuk Pięknych w Warszawie, w 1895 na 3. wystawie Kijowskiego Towarzystwa Malarzy w Kijowie, w 1896 w Poznaniu, w 1898 w Cesarskiej Akademii Sztuk Pięknych w Petersburgu, w 2002 na wystawie pt. „Kolory tożsamości” w Państwowej Galerii Sztuki w Sopocie, w 2003 na wystawie pt. „Wielki Tydzień” w Muzeum Literatury im. Adama Mickiewicza w Warszawie, w 2004/2005 na wystawie pt. „Wszystko jest łaską” w Zamku Królewskim w Warszawie. Jego dzieła były ponadto wystawiane w Krakowie, Berlinie i Paryżu.
Na przełomie XIX i XX w. moda na twórczość Wilhelma Kotarbińskiego była na tyle duża, że kijowskie wydawnictwo „Razswiet” (d. ros. „Разсвѣтъ”) zdecydowało się w 1914 na publikację reprodukcji obrazów artysty w formie kartek pocztowych. Część kartek posiadała dwujęzyczne podpisy (po rosyjsku i francusku). Reprodukcję Rzymskiej orgii, wykonaną techniką drzeworytu, zamieścił także niemiecki magazyn „Moderne Kunst”.

### Technika i cechy malarstwa

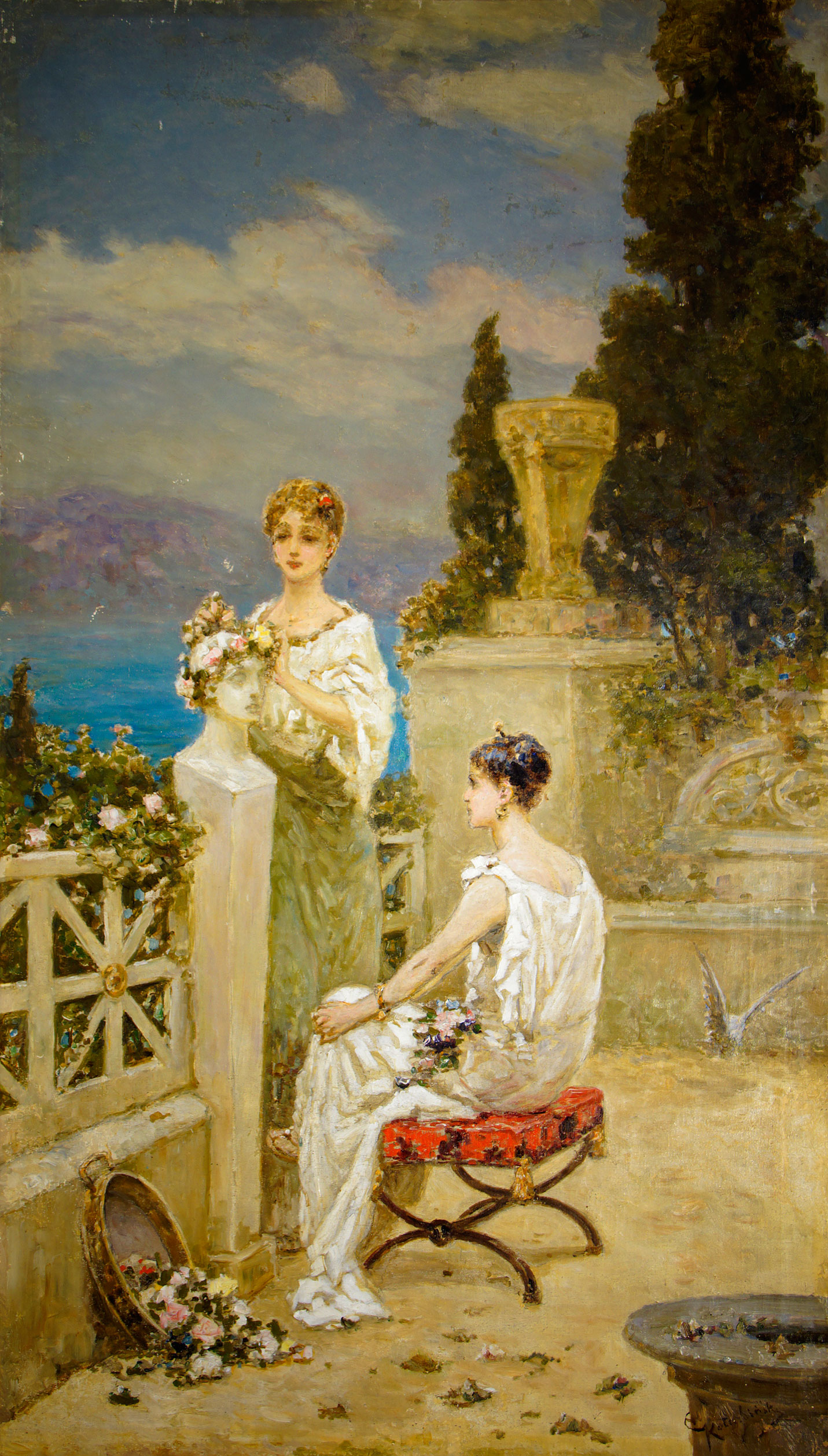
Sielanka włoska, olej na płótnie, 138×79,5 cm. Znakomity przykład głównego nurtu twórczości Kotarbińskiego

Najwybitniejsze dzieła Wilhelma Kotarbińskiego zostały wykonane techniką olejną na płótnie. Jako podobrazia pod farby olejne artysta używał też deski. Malował także na papierze, stosując techniki akwarelowe i lawowanego tuszu. Wiele obrazów powstało jako dekoracja ścienna lub sufitowa w formie panneau i plafonów.
Wilhelm Kotarbiński uprawiał także malarstwo ścienne techniką fresku.
W rzymskim okresie twórczości dzieła artysty charakteryzowały się wyraźnym podporządkowaniem kanonom malarstwa akademickiego. Wyróżniały je: warsztatowa doskonałość artysty, bogata kolorystyka i niuanse światłocieniowe, a także dekoracyjna forma i dbałość o koloryt. O cechach malarstwa Wilhelma Kotarbińskiego krytyk sztuki, malarz i literat Henryk Piątkowski pisał:

[Kotarbiński] jest przede wszystkim kolorystą, w szlachetnym znaczeniu tego słowa, z impulsu, z poczucia wewnętrznego, z potrzeby ducha. Świat przedstawia mu się w postaci plam kolorowych, bardzo barwnych, w harmonijną zlewających się gamę. Wyszukane tony, łagodnie jednoczące się w artystyczną całość, może zbyt fantastyczną gazą osłaniają rzeczywistość.

W okresie kijowskim twórczość Wilhelma Kotarbińskiego ewoluowała od akademizmu do symbolizmu, coraz częściej pojawiały się w obrazach wątki fantastyczne i symboliczne, niekiedy łączone z folklorem i ludowymi wierzeniami Ukrainy, a na przełomie wieków, w epoce fin de siècle’u, na takie właśnie dzieła malarskie istniało duże zapotrzebowanie. Artysta zajął się więc głównie zaspokajaniem gustów bogatych mieszczan, malując na zamówienie i wykonując wiele replik swych obrazów, co odbiło się na poziomie artystycznym prac. Według opinii niektórych krytyków Wilhelm Kotarbiński w pierwszych latach XX w. przekształcił się z utalentowanego artysty w realizującego szereg zamówień dekoratora i roztrwonił swój talent:

Te godne zadumy Freuda symbolistyczne popłuczyny po innych artystach kontrastują z diametralnie odmiennym, idyllicznym światem antyku, ukwieconym, eterycznym, kobiecym, niewinnym do bólu.

Mimo tak miażdżącej krytyki, której poddano późniejsze dzieła artysty, nie sposób im odmówić biegłości warsztatowej, czy kolorystycznej wiruozerii, a malarstwo salonowe było ze strony artysty odpowiedzią na panującą wówczas modę:

Wyobrażenia te są nie tyle polskie i szopenowskie, ile są przejawem powszechnej mody na bezcielesne anielice, blade, o przepastnych oczach i długich włosach. Owe zalecające się poetycznością zjawy skutecznie zdominowały ideał kobiecości w sztuce przełomu wieków, sztuce, którą określić można jako umasowioną i popularną odmianę symbolizmu.

Dzięki współtworzeniu fresków w soborze św. Włodzimierza w Kijowie Wilhelm Kotarbiński wniósł także swój wkład w odrodzenie malarstwa monumentalnego w sztuce rosyjskiej.
Twórca sygnował swoje prace najczęściej polskim podpisem (spotyka się sygnatury: „Wilhelm Kotarbiński”, „WKotarbiński”, „W. Kotarbiński”, „Wilhelm / Kotarbiński”, „W. Kotarbińsky”, „Kotarbiński | Roma”), rzadko cyrylicą.

### Obrazy

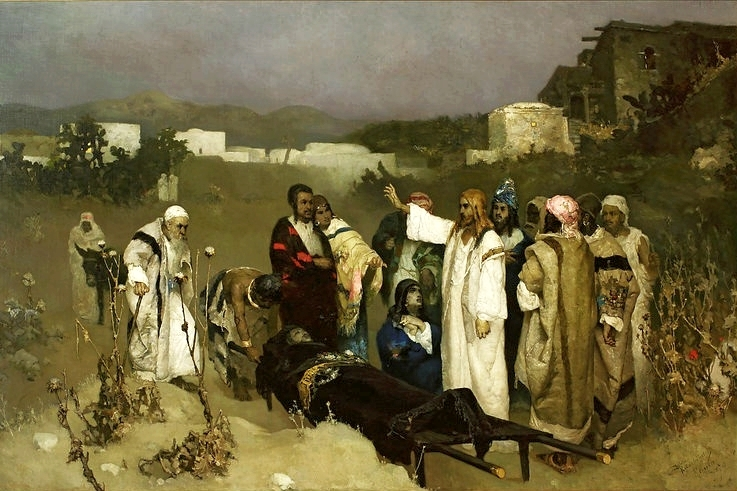
Wskrzeszenie syna wdowy z Nain

- Wskrzeszenie syna wdowy z Nain, 1879, olej na płótnie, 149×222 cm; Muzeum Narodowe w Warszawie
- Uliczka w Rzymie, ok. 1880, olej na desce, 28,5×18 cm
- Wznoszenie krzyża, ok. 1880, olej na płótnie
- Wieńczenie poety, 1881; Muzeum Zamoyskich w Kozłówce[54]
- Zaczarowany ogród, 1882
- Śmierć Messaliny, przed 1893, olej na płótnie, 300×500 cm; Prywatne Muzeum Duchowych Skarbów Ukrainy
- Rzymska orgia, 1893, olej na płótnie, 165,5×220 cm; Muzeum Rosyjskie w Sankt Petersburgu
- Gwiazda wieczorna, ok. 1900, olej na płótnie, 67×151 cm; własność prywatna
- Ibisy, ok. 1900, olej na płótnie, 119×180 cm
- Mogiła samobójcy, ok. 1900, olej na płótnie, 138×80 cm; Muzeum Narodowe w Warszawie
- Pocałunek fali, ok. 1900, olej na płótnie, 300×500 cm; Prywatne Muzeum Duchowych Skarbów Ukrainy
- W ciszy wieczornej. Zadumana, 1900, olej na płótnie, 151,3×98 cm; własność prywatna
- Dziewczyna w malwach, 1900, olej na płótnie, 120×62 cm; własność prywatna
- Portret Emilii Lwowny Prachowej, po 1900, olej na płótnie, 200×126 cm
- Dama na marmurowej ławce w starożytnym Rzymie, 1909
- Anioł na cmentarzu, olej na płótnie; kościół pw. św. Stanisława Biskupa Męczennika w Postoliskach[55]

## Życie prywatne
W 1888, po powrocie z Włoch, Wilhelm Kotarbiński ożenił się z owdowiałą wcześniej kuzynką. Ich ślub odbył się w Warszawie, a po nim zamieszkali w majątku Kalsk, należący do żony Wilhelma (według ostatnich doniesień to była Katarzyna Pudłowska z Korżeniewskich). Z powodu częstych wyjazdów artysty z Kalska do Kijowa małżeństwo stało się z upływem lat fikcją. Ostatecznie żona przeniosła się do swojej posiadłości w pobliżu Wilna, zaś Wilhelm Kotarbiński pozostał w Kijowie.
Praca nad freskami w soborze św. Włodzimierza w Kijowie zaowocowała w życiu prywatnym artysty przyjaźnią z Adrianem Prachowem, nadzorującym całość przedsięwzięcia. W końcu XIX w. Wilhelm Kotarbiński coraz częściej gościł w jego mieszkaniu i z upływem lat stał się przyjacielem domu. Udzielał także lekcji malarstwa akwarelowego córce Adriana i Emilii Prachowów – Helenie. Mówiło się nawet, że był beznadziejnie zakochany w żonie Adriana Prachowa – Emilii Lwownie Prachowej, pianistce, uczennicy Ferenca Liszta, której salon odwiedzało wówczas wielu artystów. Za dowód rzekomej miłości uważa się jej portret, namalowany przez artystę po 1900.
W czasie wojny domowej w 1920 hotel „Praga”, w którym artysta wynajmował dwupokojowy apartament, był trzykrotnie zajmowany przez komendanturę Armii Czerwonej. Wojsko usunęło wówczas wszystkich gości, z wyjątkiem Wilhelma Kotarbińskiego. Jednak po kilku rewizjach, których dokonano w apartamencie, Emilia Prachowa uznała, że dalsze jego wynajmowanie jest dla artysty niebezpieczne i zaproponowała mu przeniesienie się na stałe do jej domu przy ul. Tr’ochswiatytels’kiej, w którym dotąd tak często gościł. Była już wówczas wdową (mąż zmarł w maju 1916). Ostatnie miesiące życia twórca spędził więc w domu Prachowów.
Spośród malarzy cenił szczególnie Archipa Kuindżego, Wasilija Surikowa i Wiktora Wasniecowa, zaś spośród pisarzy – Fiodora Dostojewskiego i Lwa Tołstoja. Był wielkim miłośnikiem gry w szachy, której poświęcał niemal cały wolny czas, także podczas ciężkiej choroby, niemal do ostatnich chwil życia.
Całe życie czuł się Polakiem. Gdy Paweł Trietiakow, rosyjski przedsiębiorca, kolekcjoner i mecenas sztuki, chciał kupić jeden z jego obrazów, zażądał od autora zmiany podpisu na płótnie (wykonanego alfabetem łacińskim) na pisany cyrylicą. Mimo że artyście zależało na obecności jego dzieła w Galerii Tretiakowskiej (byłaby to dlań nobilitacja), kategorycznie odmówił słowami:

Ja zawsze tak podpisuję i dla pieniędzy swojego podpisu przerabiać nie będę. Kupuje pan obraz, a nie mój podpis.

## Odznaczenia i nagrody
- Srebrny medal i tytuł „Pierwszego Rysownika” w konkursie na Akademii Świętego Łukasza w Rzymie[8][9][13]
- Wielki złoty medal Akademii Świętego Łukasza w Rzymie, 1875[13]
- Cesarski i Królewski Order Świętego Stanisława II klasy (Imperium Rosyjskie), 1896, za wykonanie fresków w soborze św. Włodzimierza w Kijowie[8][9][16][57]

## Nagrobek

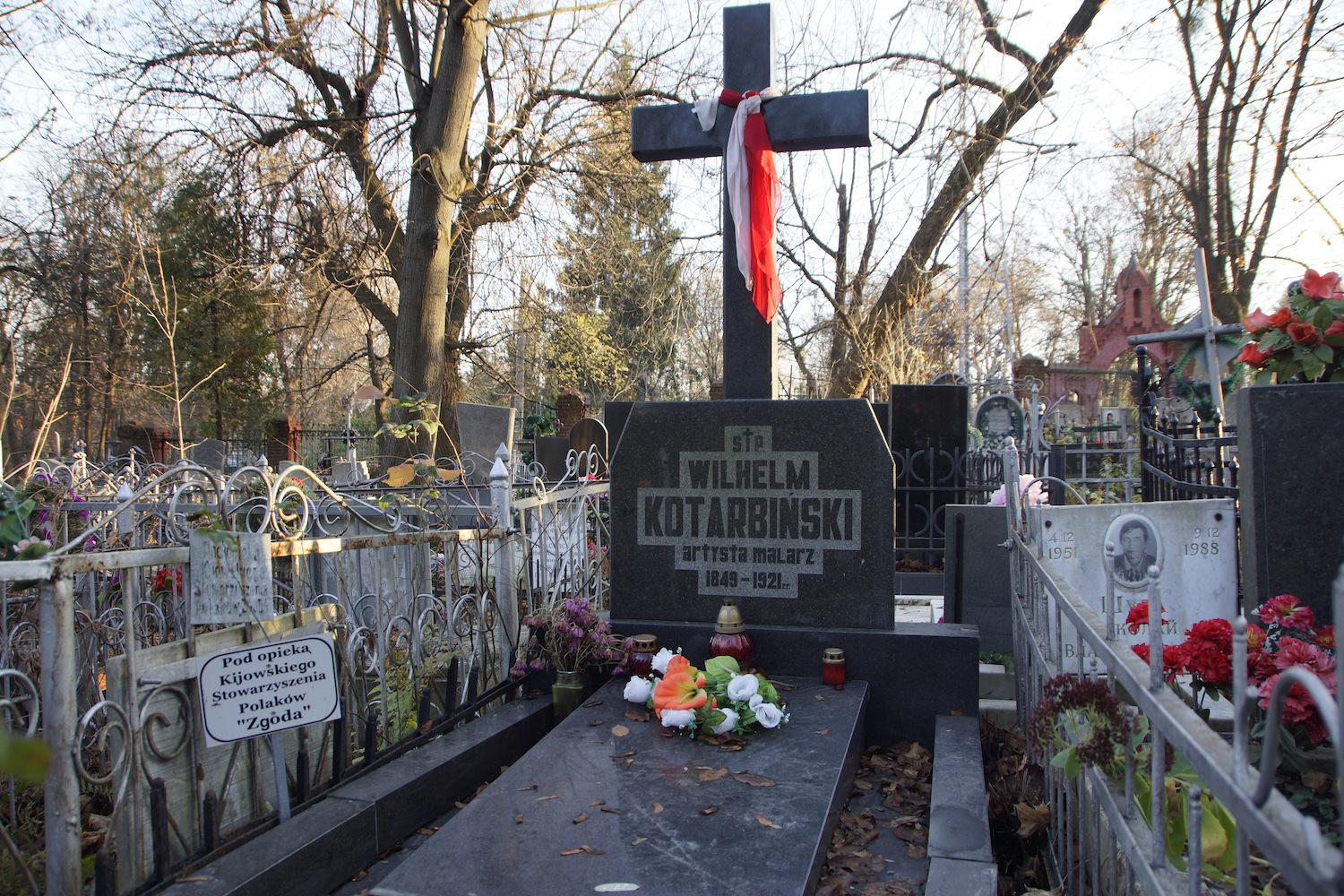
Nagrobek Wilhelma Kotarbińskiego na cmentarzu Bajkowa w Kijowie (listopad 2013)

W końcu XX wieku, z inicjatywy Wiktorii Radik, prezesa Kijowskiego Narodowościowo-Kulturalnego Stowarzyszenia Polaków „Zgoda”, podjęto poszukiwania mogiły Wilhelma Kotarbińskiego na cmentarzu Bajkowa w Kijowie. Utrudniał je brak w kancelarii cmentarnej wzmianki o pochówku, udało się jednak odnaleźć skromną, zarośniętą mogiłę z pochylonym metalowym krzyżem oraz tabliczką z napisem w języku rosyjskim: malarz Wilhelm Aleksandrowicz Kotarbiński (ros. художник Вильгельм Александрович Котарбинский).
Pod patronatem „Dziennika Kijowskiego” rozpoczęto wówczas zbiórkę pieniędzy na budowę nowego nagrobka. Środki przekazane m.in. przez Radę Ochrony Pamięci Walk i Męczeństwa pozwoliły na postawienie pomnika nagrobnego z czarnego granitu z polską inskrypcją: Ś.p. Wilhelm Kotarbiński – artysta malarz – 1849–1921.
W grudniu 2002 nagrobek poświęcił proboszcz parafii rzymskokatolickiej św. Mikołaja ks. Piotr Dudek w obecności przedstawicieli ambasady RP w Kijowie, władz kijowskich i tamtejszego środowiska artystycznego oraz licznie przybyłych kijowskich Polaków.
W 2012 informowano, iż administracja cmentarza poszukuje krewnych artysty, ponieważ mogiły nikt nie dogląda.
Okazjonalnie polskimi grobami na cmentarzu Bajkowa opiekuje się Kijowskie Narodowościowo-Kulturalne Stowarzyszenie Polaków „Zgoda”.

### Publikacje książkowe i prasowe
- † Zmarli. „Gazeta Lwowska”. R. 86 (nr 99), s. 4, 1896-04-30. Zarządca: Wł. J. Weber. Lwów. [dostęp 2014-01-20].

- Olgierd Budrewicz: Sagi warszawskie, czyli sensacyjne i powszednie, romantyczne i prozaiczne dzieje dziesięciu wielkich rodów warszawskich. Warszawa: Spółdzielnia Wydawnicza „Czytelnik”, 1967. Brak numerów stron w książce

- Marcin Goch: Spuścizna artystyczna Wilhelma Kotarbińskiego w zbiorach muzeów Kijowa. W: Stan badań nad wielokulturowym dziedzictwem dawnej Rzeczypospolitej. W. Walczak, K. Łopatecki (red.). T. I. Białystok: 2010, s. 141–152.
- Maria Kuczyńska. Polska sztuka w muzeum w Sumach. „Kurier Galicyjski”. Nr 12 (160), s. 16–17, 2012-06-29 – 2012-07-16. Marcin Romer – redaktor naczelny. Iwano-Frankiwsk: Mirosław Rowicki, ТзОВ Видавничий Дім «Молода Галичина». ISSN 1996-2304. [dostęp 2013-09-17].
- Jerzy Malinowski: Malarstwo polskie XIX wieku. Warszawa: Wydawnictwo DiG, 2003, s. 396. ISBN 83-7181-290-6.
- MP. Najstarszy krucyfiks w powiecie. Ciekawa architektura. „Fakty.wwl. Gazeta powiatu wołomińskiego”, s. 1, 2013-03-28. Wołomin.
- Odznaczenie. „Gazeta Lwowska”. R. 87 (nr 14), s. 4, 1897-01-20. Zarządca: Wł. J. Weber. Lwów. [dostęp 2014-01-20].
- Henryk Piątkowski: Polskie malarstwo współczesne. Petersburg: 1895. Brak numerów stron w książce
- Maria Poprzęcka: Polskie malarstwo salonowe. Warszawa: Wydawnictwa Artystyczne i Filmowe, 1991, s. 191. ISBN 83-221-0584-3.
- Jerzy Wojciechowski. Talent zagubiony. O Wilhelmie Kotarbińskim. „Art & Business”. 1996 (nr 11 (80)), s. 24–27, 1996-11. Warszawa: Art&Business Sp. z o.o.. ISSN 0867-3160.
- Ewa Ziółkowska. Pamięci Wilhelma Kotarbińskiego. „Wspólnota Polska”. Rok XIII (nr 6 (123)), s. 35–36 (PDF – 37–38), grudzień 2003. Jolanta Wroczyńska (red.). Warszawa: Zarząd Krajowy Stowarzyszenia „Wspólnota Polska”. ISSN 1429-8457. [dostęp 2017-03-07].
- Марина Дроботюк. Вільгельм Олександрович Котарбінський (1849–1921). „Художня культура. Актуальні проблеми: Науковий вісник”. 2010 (7), s. 334–346, 2010. Олександр Федорук. Kijów: Інститут проблем сучасного мистецтва Національної академіі мистецтв України – Издательство «Хімджест». ISSN 1992-5514. [dostęp 2015-06-22]. (ukr.).
- Александра Пелиховская. Вильгельм Котарбинский: жизнь, эпоха, судьба наследия. "Антиквар". Київ. 2019 (115). стр.37-51. ISSN 2222-436X.
- Олександра Пеліховська. "«СМЕРТЬ МЕССАЛІНИ» ВІЛЬГЕЛЬМА КОТАРБІНСЬКОГО: ІСТОРІЯ ОДНІЄЇ КАРТИНИ. ВАРШАВСЬКА СТОРІНКА". "Мова та Історія". 2020 (458). стр. 4-12. ISSN 2409-2088.
- Александра Пелиховская. "К вопросу о сознательных заимствованиях творческих приемов и композиционных схем: Мариано Фортуни и Вильгельм Котарбинский". "Мова та Історія". 2021 (464). стр. 6-21. ISSN 2409-2088.
- Александра Пелиховская "Вопрос об оригинальности художника - новые пути исследования: Вильгельм Котарбинский и Мариано Фортуни". "Мова та Історія". 2021 (465). стр. 4-19. ISSN 2409-2088.
- Олександра Пеліховська. "Вільгельм Котарбінський: малодосліджені сторінки життя і творчості". Збірка статей. Wydanie specjalne. "Мова та Iсторія". 2021 (471). ISSN 2409-2088.
- "Sto lat pamięci. Світ і світло Вільгельма Котарбінського". Redaktor Aleksandra Pelikhovska. Wydanie specjalne. "Антиквар". 2021 (5-6/124/). ISSN 2222-436X.
- Александра Пелиховская. "ВИЛЬГЕЛЬМ КОТАРБИНСКИЙ В КОНТЕКСТЕ ХУДОЖЕСТВЕННОЙ СРЕДЫ ВАРШАВЫ, КИЕВА И ПЕТЕРБУРГА ПОСЛЕДНЕЙ ЧЕТВЕРТИ XIX – НАЧАЛА XXВЕКА". "Гілея: науковий вісник. Всеукраїнське видання". Випуск 162 (5). Ч.1 Історичні науки. Київ-2021. стр.26-32. ISSN 2076-1554.

### Publikacje internetowe
- aleksyri: Вильгельм Котарбинский (1849–1922) – украинский „модерн” – ч.1.. liveinternet.ru [on-line], 2012-09-07. [dostęp 2013-09-15]. (ros.).
- bł //mr: Warszawa: „Wielki Tydzień” w malarstwie i literaturze. ekai.pl > Wydarzenia [on-line], 2003-04-08. [dostęp 2013-09-15].
- Marcin Goch: Spuścizna artystyczna Wilhelma Kotarbińskiego w zbiorach muzeów Kijowa. [w:] Stan badań nad wielokulturowym dziedzictwem dawnej Rzeczypospolitej, t. I [on-line]. repcyfr.pl, 2010. s. 141–152. [dostęp 2013-09-15]. [zarchiwizowane z tego adresu (2013-09-27)].
- Katalogi aukcyjne. Kotarbiński Wilhelm. artinfo.pl > Katalogi aukcyjne > Archiwum [on-line]. [dostęp 2013-09-15]. [zarchiwizowane z tego adresu (2015-09-23)].
- Kolory tożsamości, [w:] Strona Państwowej Galerii Sztuki w Sopocie. pgs.pl > Wystawy – Archiwalne Wystawy > Rok 2002 > Wystawy W Roku 2002 [online], Państwowa Galeria Sztuki w Sopocie [dostęp 2017-03-07] [zarchiwizowane z adresu 2017-03-07].
- Kotarbiński Wilhelm. Dodatkowy opis. artinfo.pl > Katalogi aukcyjne > Archiwum [on-line], 06 2011. [dostęp 2013-09-15].
- Maria Kuczyńska: Polska sztuka w muzeum w Sumach. kuriergalicyjski.com > Kultura [on-line], 2012-07-06. [dostęp 2013-09-17]. [zarchiwizowane z tego adresu (2012-07-19)].
- R. Lubiak: Kościół w Postoliskach. Postoliska. tluszcz.pl > Dla gości > Zabytki i pomniki > Kościół w Postoliskach [on-line]. [dostęp 2013-09-15]. [zarchiwizowane z tego adresu (2013-09-27)].
- Łazienka I. muzeumzamoyskich.pl > Ekspozycje > Pałac > Łazienka I [on-line]. [dostęp 2013-09-15]. [zarchiwizowane z tego adresu (2013-09-29)].
- MP: Ciekawa architektura. [w:] Najstarszy krucyfiks w powiecie [on-line]. fakty.wwl.pl > Archiwum > nr 6 (255) [on-line], 2013-03-30. [dostęp 2013-09-15].
- PAP (autor korporatywny): Ukraina: w Kijowie przed Dniem Wszystkich Świętych porządkowano polskie groby. [w:] Portal Radia „Maryja”. radiomaryja.pl > Informacje – Świat [on-line]. RadioMaryja.pl, 2019-10-26. [dostęp 2020-11-14].
- PAP (autor korporatywny): W Kijowie odbyła się akcja porządkowania cmentarza Bajkowa. [w:] Portal „Słowa Polskiego”. slowopolskie.org > Aktualności > Różne > Warto wiedzieć [on-line]. „Słowo Polskie”. Senat RP, 2019-10-30. [dostęp 2020-11-14].
- Wiktoria Radik: Polacy z Kijowa pamiętają o przodkach. Od wielu lat porządkują mogiły na historycznym cmentarzu. [w:] Portal „Studio Wschód”. studiowschod.pl > Aktualności [on-line]. „Studio Wschód”, 2016-08-31. [dostęp 2020-11-14].
- Wszystko jest łaską. [w:] Wystawy [on-line]. waw.waw.pl [on-line]. [dostęp 2013-09-15].
- ВЕнеРИН БАШМАЧОК: Вильгельм Котарбинский (1849–1922).Владимирский собор. – ч.2.. liveinternet.ru [on-line], 2012-09-08. [dostęp 2013-09-15]. [zarchiwizowane z tego adresu (2013-12-16)]. (ros.).
- Михаил Кальницкий (Michaił Kalnicki): Могилы знаменитостей. Котарбинский Вильгельм (Василий) Александрович (1849–1921). m-necropol.ru [on-line], 2007-11-05. [dostęp 2013-09-15]. (ros.).
- Котарбинский Вильгельм (Василий) Александрович 30 ноября 1849 – ноябрь 1922. vlsobor.com [on-line]. [dostęp 2013-09-15]. [zarchiwizowane z tego adresu (2016-12-16)]. (ros. • ang.).
- Сергей Папета (Siergiej Papieta): Запечатленная муза (Uwieczniona muza). 2000.net.ua [on-line] oraz w: „Еженедельник 2000 – Аспекты” („Tygodnik 2000 – Aspekty”), nr 33 (34), 18–24 sierpnia 2000, 2000-08-18. [dostęp 2016-10-01]. [zarchiwizowane z tego adresu (2013-12-14)]. (ros.).{{Cytuj stronę}} Linki zewnętrzne: "opublikowany".
- Анатолий Шинкарчук (Anatolij Szynkarczuk): Вильгельм Котарбинский (Wilhelm Kotarbiński 1849–1922) ~ Украинский „модерн”. shinkarchuk.ucoz.com [on-line], 2013-07-26. [dostęp 2013-09-15]. (ros.).
- "Мы искали Вильгельма Котарбинского по всей Европе, чтобы показать его в Киеве" - Александра Пелиховская - gazeta.ua (ros.), 2021-09-30.
- Aliide Naylor: "Kotarbinski – the search for a new Ukrainian identity in an old Polish artist". The Tribune (eng.), 2021-11-2.